# シーズー
シーズー（シー・ズー, 獅子狗（ピンイン：Shīzi Gǒu, ウェード式：Shih1-tsû Kou3）, 英語：Shih Tzu）は、ラサ・アプソとペキニーズを掛け合わせて作った小型犬。
中国では西施犬と呼ばれている。

## 概説
「獅子狗」（シーツーコウ; 「獅子犬」）と呼ばれ、清朝末期の主に宮廷や貴人達の間で飼われていた犬。皇帝の足を温める仕事があった。

## 外観・容姿の特色
もともとチベット高原原産の犬など寒冷地の犬を先祖に持つだけに下毛が密生している。四肢の毛はモコモコで防寒ブーツのようである。

毛色は日本では茶、或いは黒と白との２色の個体が多いが、どんな毛色も認められている。額部および尾部先端に白が入った個体が珍重される傾向にある。
体高は20 - 30cm、体重は5 - 8kg前後。
大きな瞳とあちこちに跳ねた鼻の周りの毛が特徴で、菊の花のように見えることから、「クリサンセマム・ドッグ」とも呼ばれる。
文化大革命前の北京ケネルクラブ犬種標準書には、「頭部はライオン、体はクマ、足はラクダ、尾は羽ほうき。耳はヤシの葉、歯は米粒、舌は真珠のような花弁。歩く姿はまるで金魚。」と書かれている。

## 飼育上の特性
- 無駄吠えも少なく快活だが頑固な面があり、しつけ次第では無駄吠えし扱い難い犬になる。
- 人なつっこい時もあるかと思えば、癇癪を起こす時もある。
- 活発な性格だが、小児や高齢者のいるファミリーでも飼育可能。
- 他の犬とのコミュニケーションも取れる方なので、多頭飼育も比較的容易である。

## 飼育上の注意点
- 毛が抜けにくいので飼いやすい犬種。しかしプライドが高く繊細、かつ頑固な性格のため根気よく躾けること。
- 散歩は毎日行うのが好ましい（30分 - 1時間）。
- 比較的丈夫な犬種だが、祖先犬の出身地の気候（ラサ・アプソは高山気候、ペキニーズは亜寒帯冬季少雨気候）の関係で暑さには弱い方なので健康管理に注意を要する。
- 被毛がしなやかで毛玉が出来やすいため、こまめなブラッシングが欠かせない。
- 大きな眼球は傷つきやすく、白内障の原因となりやすい。したがって、日ごろより目の状態に注意すると共に、被毛が眼球を傷つけないようにするなどの配慮が必要となる。
- 呼吸器疾患やアレルギー性皮膚疾患に注意。
- 短吻種のため、航空機での輸送を断られる場合がある（スカイマークなど）。

## ギャラリー

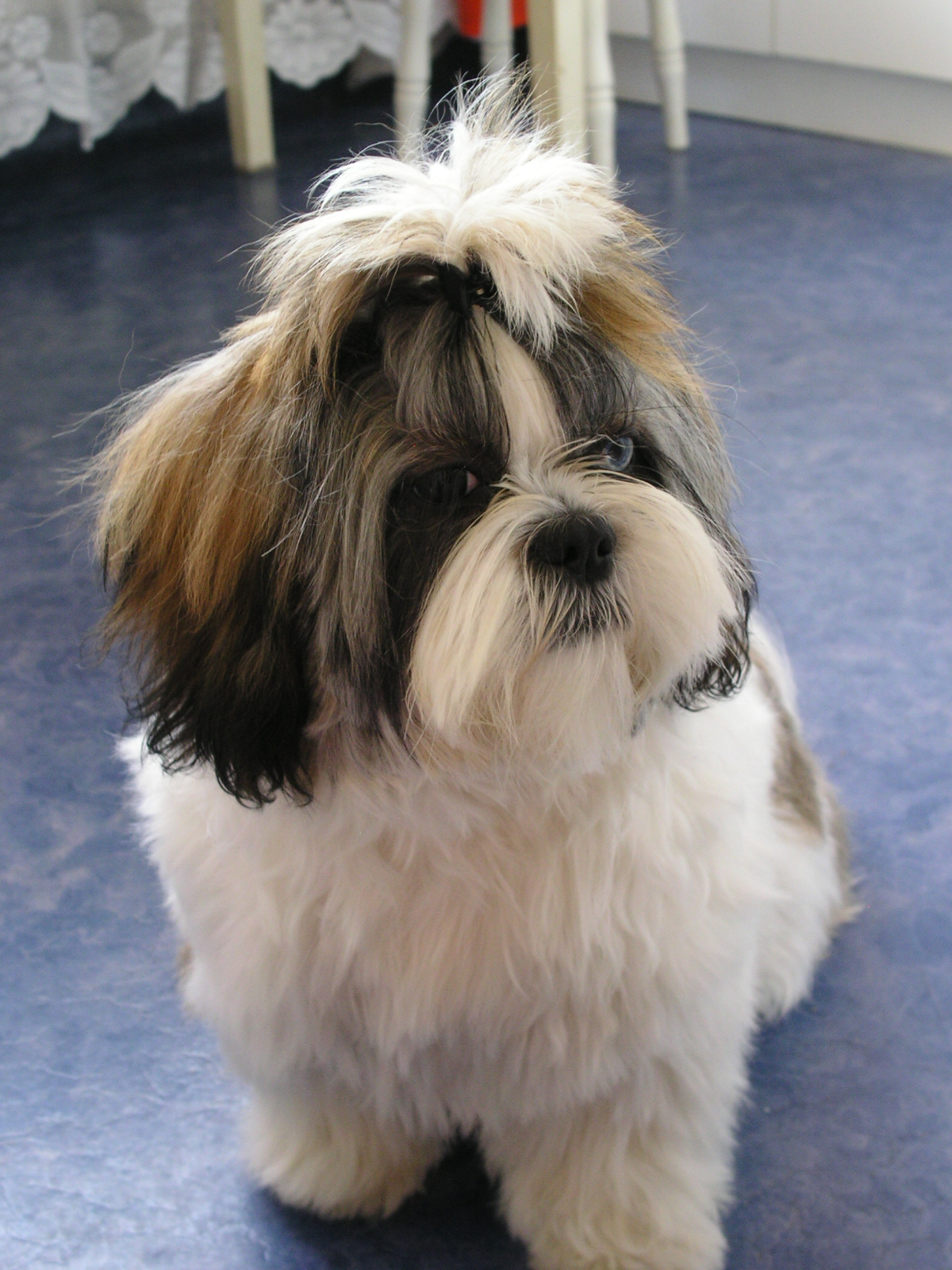
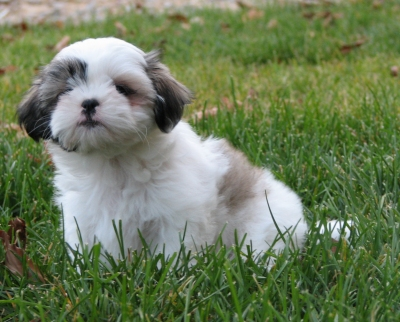
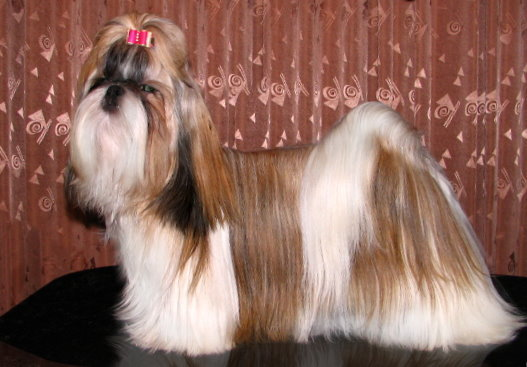
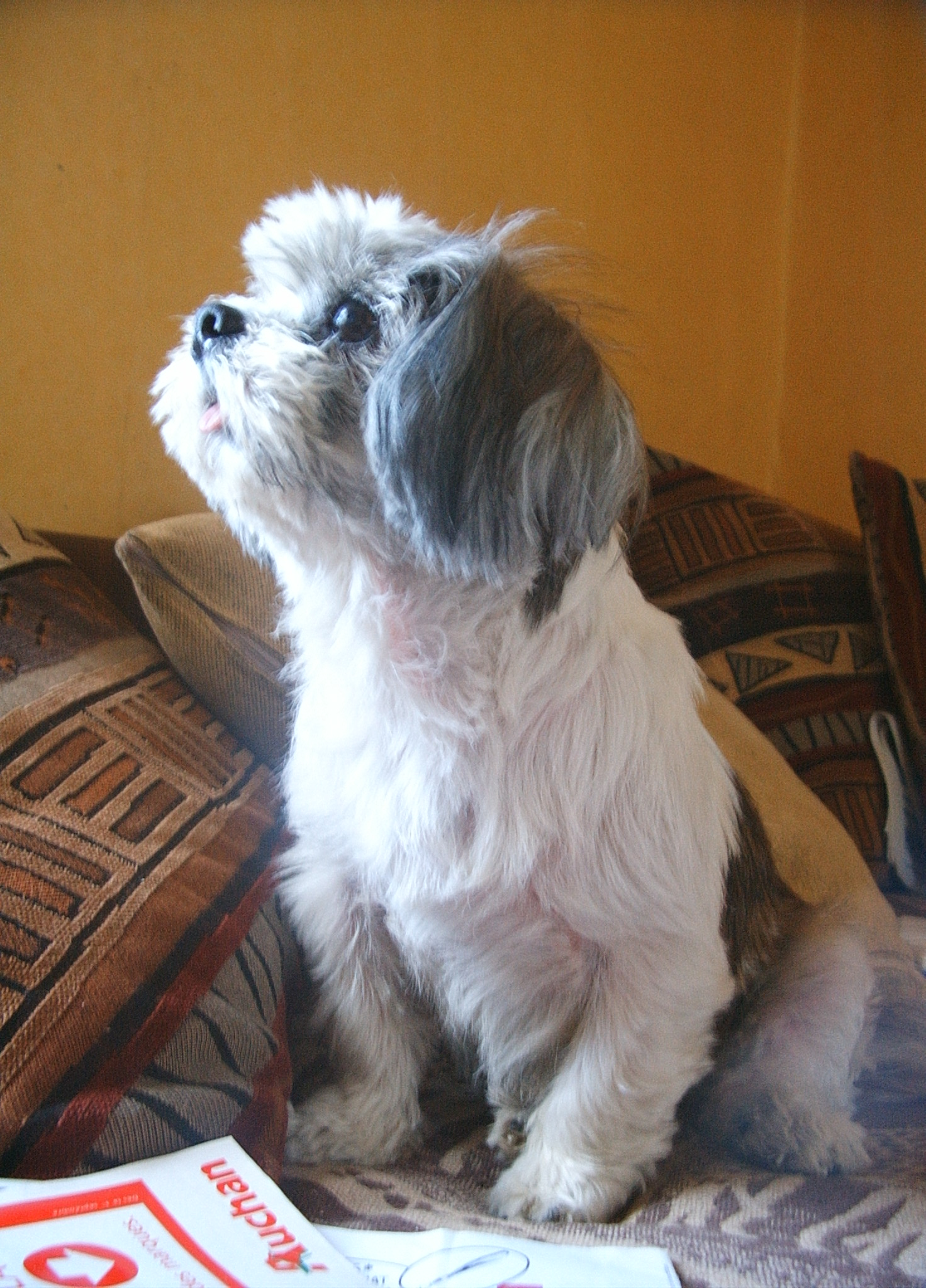
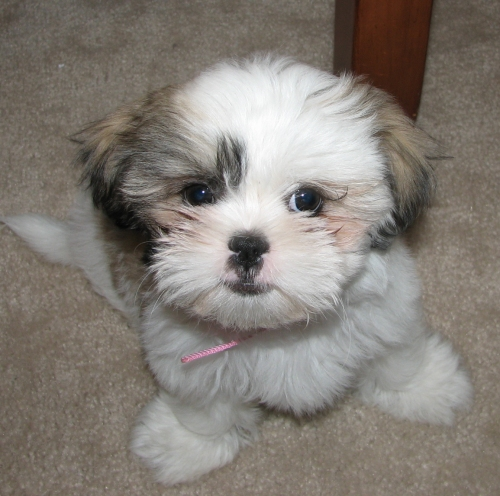
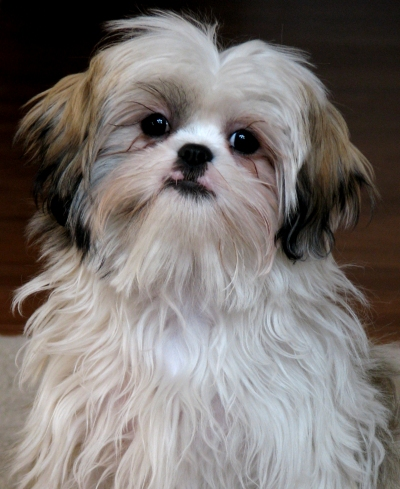
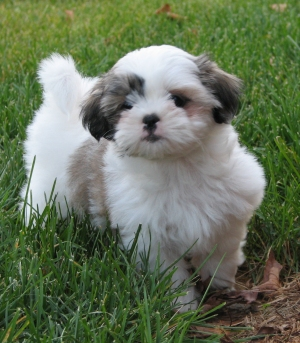